# Scolopendra madagascariensis
Scolopendra madagascariensis är en mångfotingart som beskrevs av Carl Graf Attems 1910. Scolopendra madagascariensis ingår i släktet Scolopendra och familjen Scolopendridae.
Artens utbredningsområde är Madagaskar. Inga underarter finns listade i Catalogue of Life.